# Tarenna brachysiphon
Tarenna brachysiphon là một loài thực vật có hoa trong họ Thiến thảo. Loài này được (Hiern) Keay miêu tả khoa học đầu tiên năm 1957.